# Gentiana veitchiorum
Gentiana veitchiorum là một loài thực vật có hoa trong họ Long đởm. Loài này được Hemsl. mô tả khoa học đầu tiên năm 1909.